# Толстая, Людмила Ильинична
Людмила Ильинична Толстая (девичья фамилия — Крестинская, в первом браке — Баршева, 30 января 1906, Киев, Киевская губерния, Российская империя — 10 ноября 1982, Москва, СССР) — советская сценаристка, последняя супруга, вдова писателя А. Н. Толстого (1883—1945).

## Биография
Родилась 30 января 1906 года в Киеве. Училась в Ялтинской женской гимназии, в 1923 году окончила среднюю школу в Ялте. В 1927 году поступила в театральную школу при ЛАТДе, окончила её в 1929 году, далее училась на курсах конструкторов и впоследствии работала чертёжницей. В 1934 году, когда её бросил муж, писатель Николай Баршев (1888—1938), через знакомых устроилась библиотекарем Ленинградского отделения Союза писателей СССР. В 1935 году познакомилась с писателем Алексеем Толстым и, после свадьбы в октябре 1935 года, взяла его фамилию и стала его личным секретарём. Принимала участие во всех изданиях его сочинений. Занималась написанием статей, переводами зарубежных произведений с французского языка, а также писала сценарии к кинофильмам исключительно на произведения своего супруга и в двух фильмах выступила и как соавтор.

Милочка глуповата, в общем, «никакая», но деловая. Вдовой была не очень долго, потом жила с режиссёром Калатозовым, но он от неё ушёл. Потом ещё с кем-то. Рассказывала мне Маруся Тихонова. И вот теперь Людмила Ильинична Толстая живёт с этим высоким молодчиком, с которым приезжала в Ялту, где я с ней и познакомилась. Он, кажется, ей шофёр.
— Татьяна Лещенко-Сухомлина
В 1980 году из дома Людмилы Толстой украли ценные украшения, включая бурбонскую брошь «Королевская лилия», сделанную когда-то по заказу короля Людовика XV.
Скончалась 10 ноября 1982 года в Москве, похоронена на Новодевичьем кладбище, напротив могилы А. Н. Толстого.

## Фильмография

### Сценарист
- 1939 — Золотой ключик
- 1959 — Приключения Буратино